# Бегістунський напис

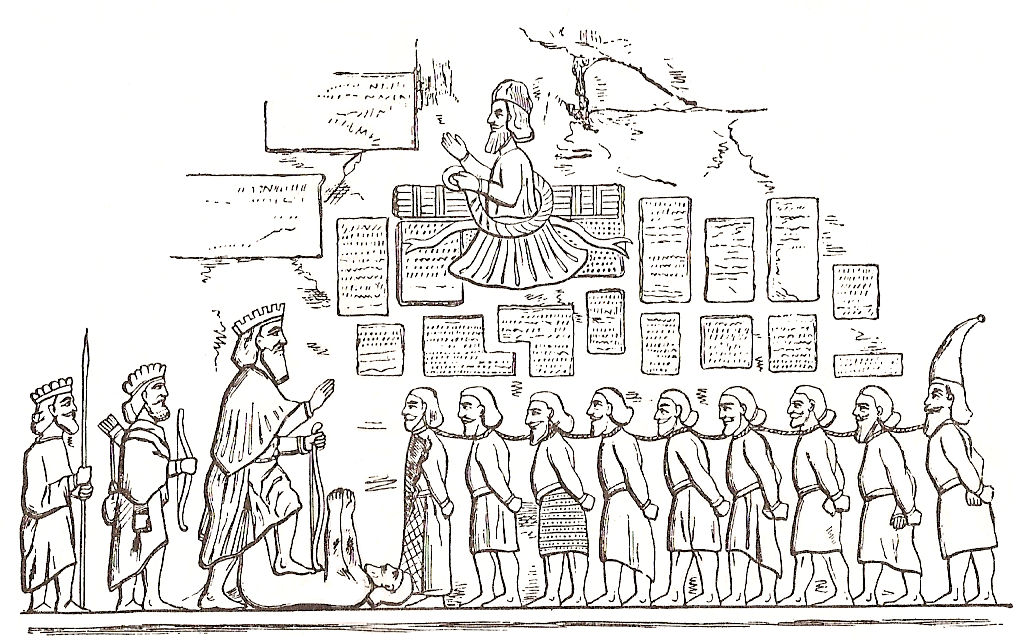
Промальовування Бехістунського рельєфу, який зображує тріумф Дарія над магом Гауматою (Лжебардією) та бунтівними «царями». Кінець VI ст. до н. е. Перський цар топче ногою поваленого Гаумату, перед ним просять пощади 9 переможених вождів бунтівників, за спиною царя — охоронець і воїн із загону «безсмертних»

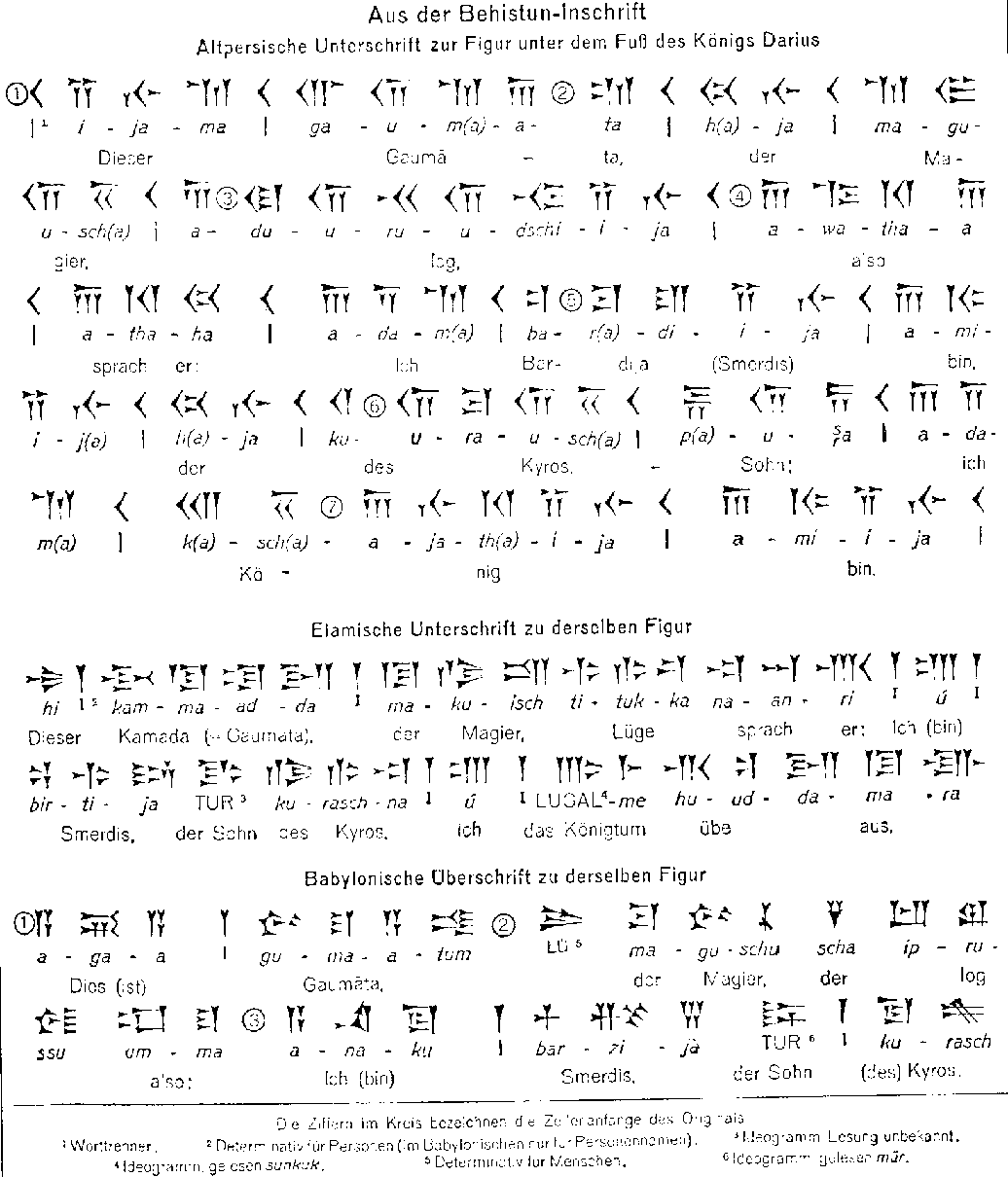
Переклад німецькою мовою

Бегісту́нський на́пис — клинописний текст на 400 рядків, вирізьблений на скелі Бегістун поблизу міста Керманшах у Західному Ірані за наказом перського царя Дарія І (522-486 до н. е.) давньоперською, вавилонською і еламською мовами.
У Бегістунському написі перелічуються території, що входили до складу держави Ахеменідів, розповідається про повстання народів проти перського панування (522-521 до н. е.) в Еламі, Мідії, Ассирії, Єгипті, Вірменії, Маргіані (Середня Азія) та про придушення цих повстань, а також про невдалий похід Дарія І у Скіфію. На значення Бегістунського напису для історичної науки вперше звернув увагу учений В. Ф. Діттель у 1842 році. Вивчення Бегістунського напису англійським ученим Г. К. Роулінсоном у 1845 році дало значний поштовх розвитку ассиріології.
Бегістунський напис — важливе історичне джерело для вивчення стародавньої історії народів Ірану, Закавказзя і Середньої Азії.